# Juan René Serrano
Juan René Serrano Gutiérrez (Guadalajara, 23 de febrero de 1984) es un deportista mexicano que compitió en tiro con arco, en la modalidad de arco recurvo.
Ganó una medalla de plata en el Campeonato Mundial de Tiro con Arco al Aire Libre de 2011 y una medalla de bronce en el Campeonato Mundial de Tiro con Arco en Sala de 2009. En los Juegos Panamericanos consiguió cuatro medallas entre los años 2003 y 2015.

## Palmarés internacional
| Campeonato Mundial al Aire Libre | Campeonato Mundial al Aire Libre | Campeonato Mundial al Aire Libre | Campeonato Mundial al Aire Libre |
| Año                              | Lugar                            | Medalla                          | Prueba                           |
| -------------------------------- | -------------------------------- | -------------------------------- | -------------------------------- |
| 2011                             | Turín (Italia)                   | Medalla de plata                 | Equipo mixto                     |
| Campeonato Mundial en Sala       |                                  |                                  |                                  |
| Año                              | Lugar                            | Medalla                          | Prueba                           |
| 2009                             | Rzeszów (Polonia)                | Medalla de bronce                | Equipo                           |
| Juegos Panamericanos             |                                  |                                  |                                  |
| Año                              | Lugar                            | Medalla                          | Prueba                           |
| 2003                             | Santo Domingo (Rep. Dominicana)  | Medalla de plata                 | Equipo                           |
| 2007                             | Río de Janeiro (Brasil)          | Medalla de bronce                | Equipo                           |
| 2011                             | Guadalajara (México)             | Medalla de plata                 | Equipo                           |
| 2015                             | Toronto (Canadá)                 | Medalla de oro                   | Equipo                           |